# 朝鮮半島和平條約

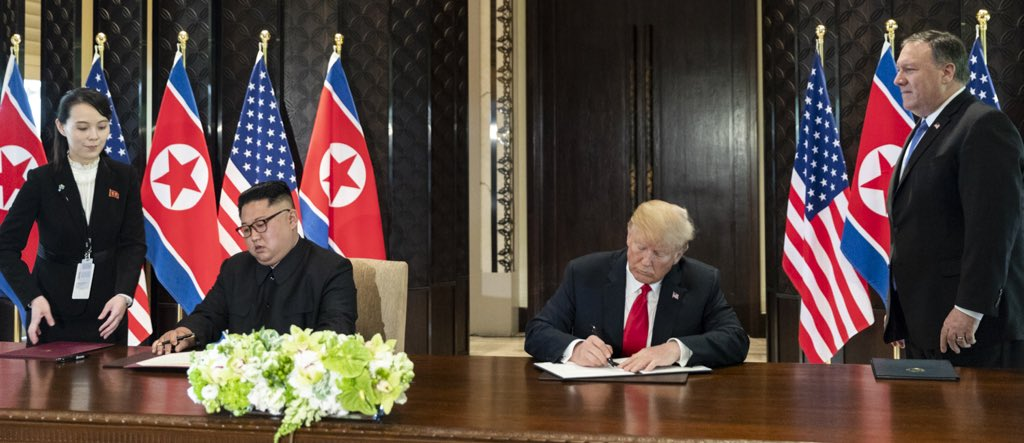
美朝兩國領導人唐納·川普和金正恩簽署聯合聲明

朝鮮半島和平條約（英語：Peace Treaty on Korean Peninsula），又稱韓半島和平協定（韓語：한반도 평화협정），為美国与朝鲜之间讨论签署的和平条约，标志着朝鮮戰爭的正式結束，是1953年联合国军签订的《朝鮮停戰協定》的後續行动。

## 綜述
現有《朝鮮停戰協定》由中國人民志願軍、朝鮮人民軍和聯合國軍指挥官共同签署。和平條約的簽署是和平解決朝鮮半島統一问题的一种途径，將是朝鮮核问题的根本解決方法。《朝鲜停战协定》签署后的三個月内，本应討論签署「外國撤軍」和「和平條約」为1953年停戰協定的條款。然而，由於中國和美國之間的事實利益，双方没有讨论正式的会议場所应设在何处。

## 嘗試和平條約
由于朝鲜持续的核实验，美國考慮各種方式实现朝鲜半岛無核化。其中，美朝和平協議是可能途徑之一。《華爾街日報》報導說，在朝鮮第四次核試驗後，美國和朝鮮之間和平條約的締結討論在2016年年初秘密進行。

## 中国外交部发言人在例行记者会上的回应
中国外交部发言人在2017年5月2日的例行记者会上谈及，已注意到近期美方在朝核问题上的一系列表态，以及其中释放出的愿意通过对话协商、以和平方式解决朝鲜半岛核问题的信息。 中方始终认为对话协商是解决半岛核问题唯一现实可行的途径，也是唯一正确的选择。